# Viktor Vasnețov
Victor Vasnețov (rusă: Виктор Васнецов) (n. 15 mai SN 1848, Lop'jal lângă Vyatka — d. 23 iulie 1926, Moscova) a fost un artist rus care s-a specializat pe subiecte mitologice și istorice.  El a fost descris ca fiind co-fondatorul modernismului folclorist/romantic din pictura rusă și o figură cheie a mișcării revivaliste în arta rusă.  

## Galerie

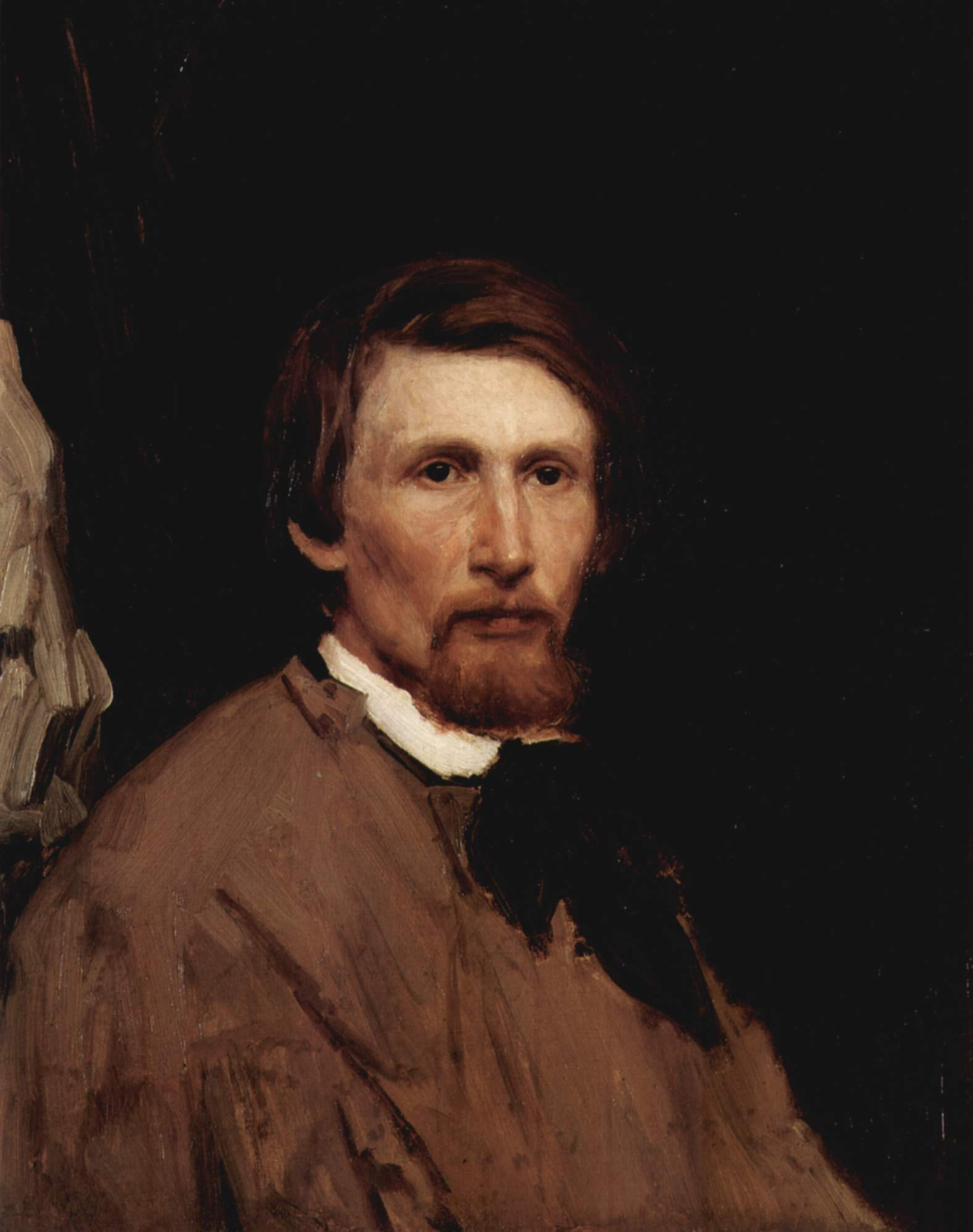
Autoportret, ulei pe pânză - 1873
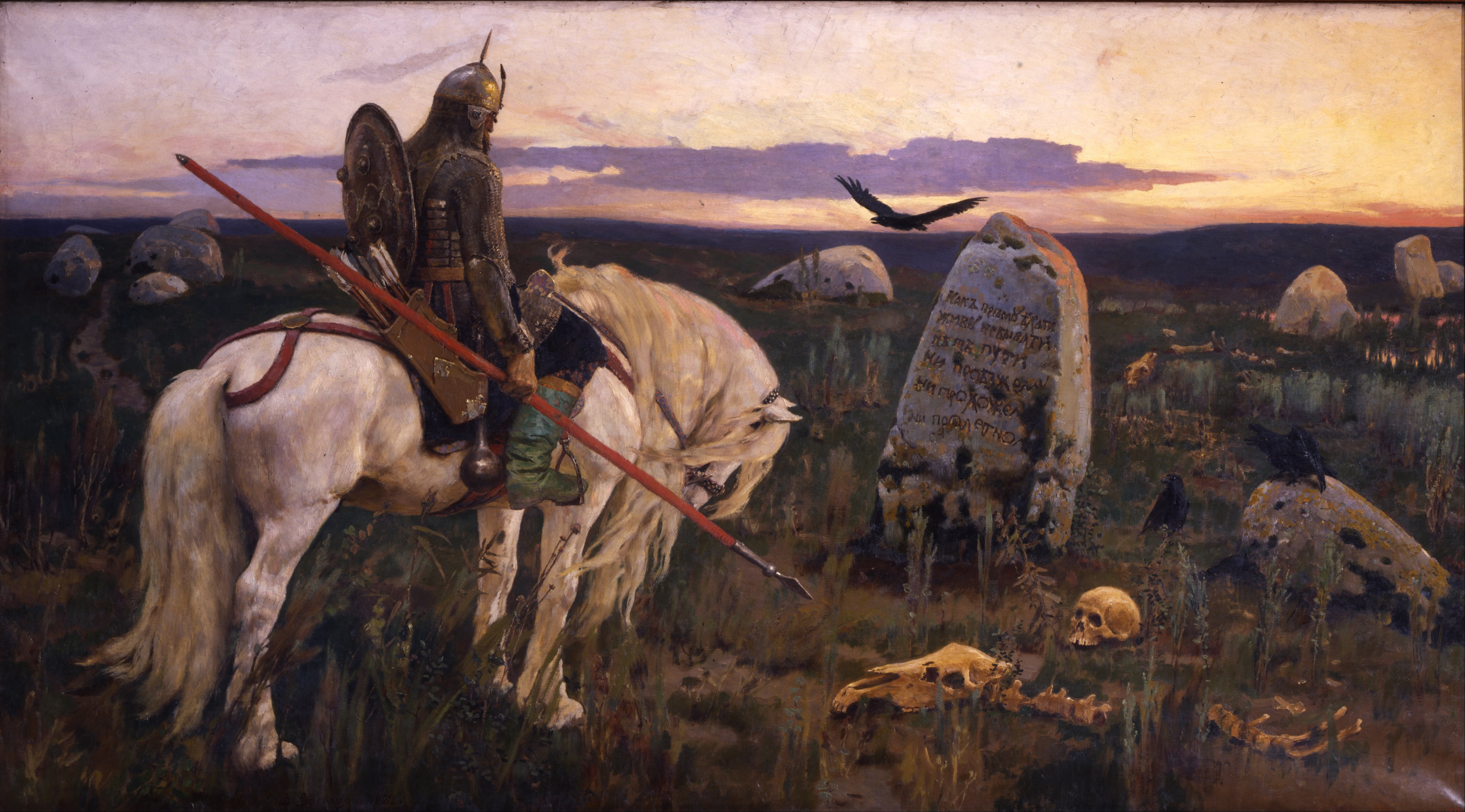
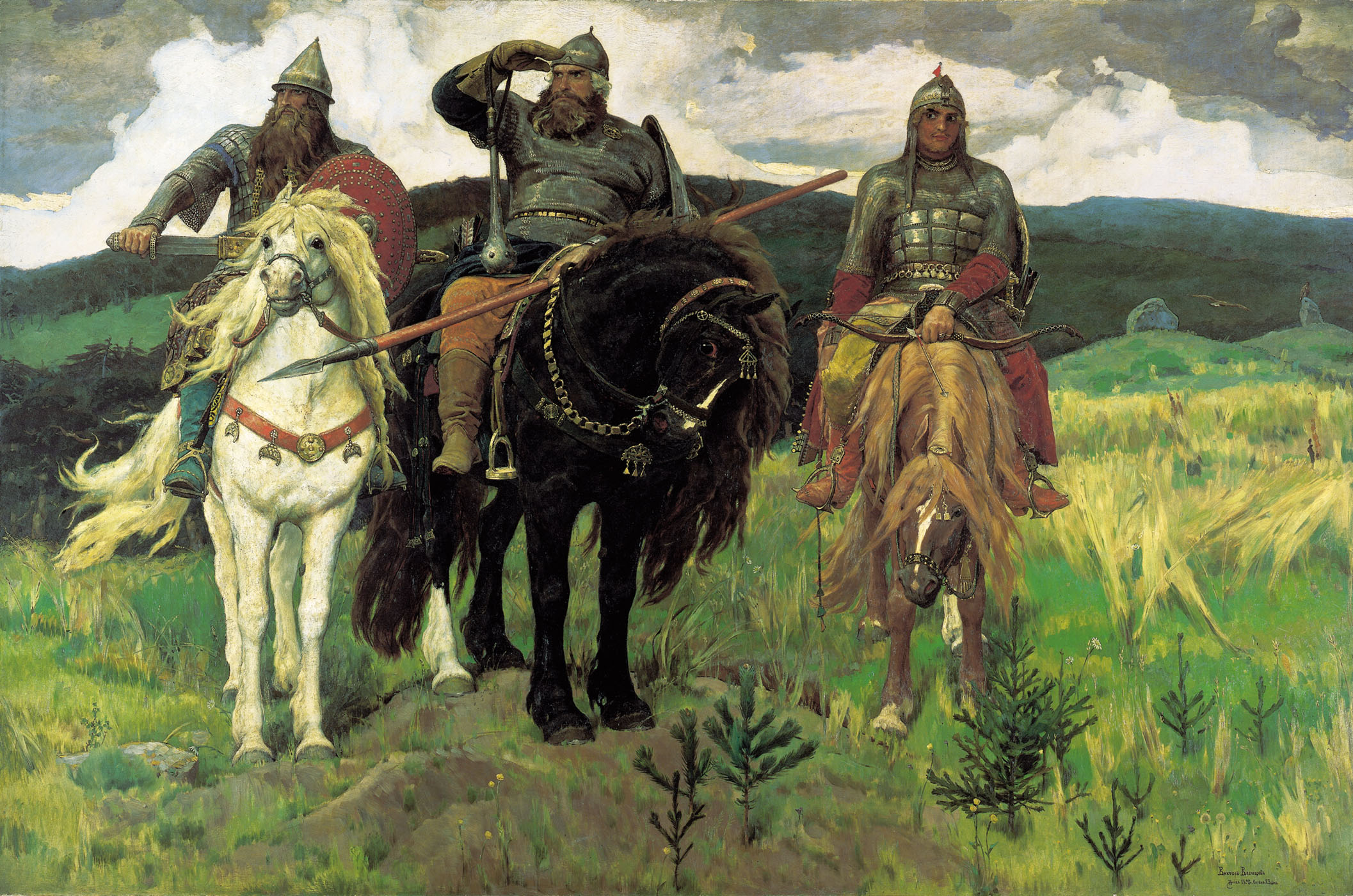
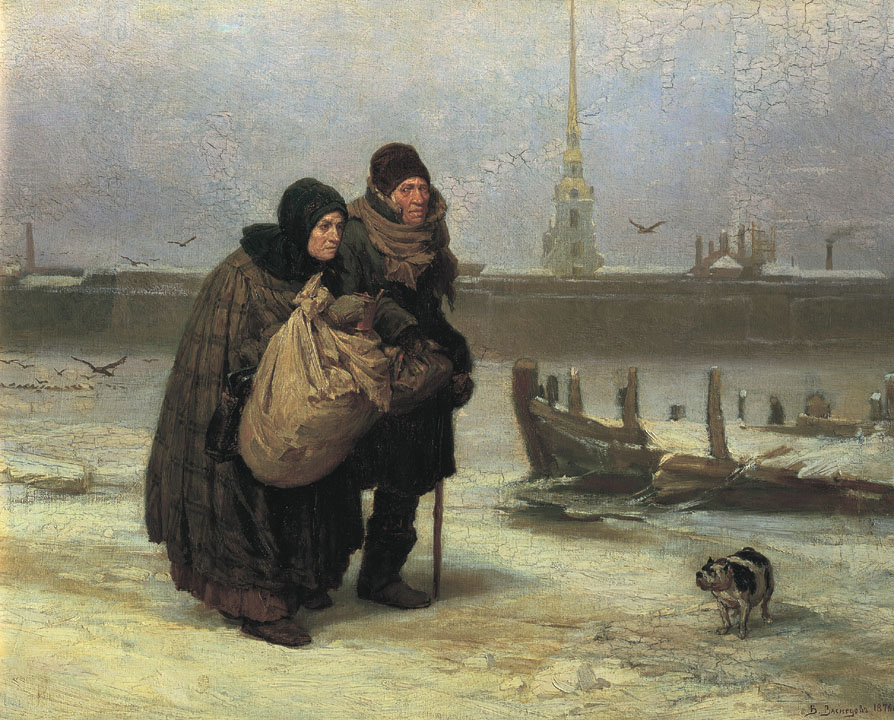
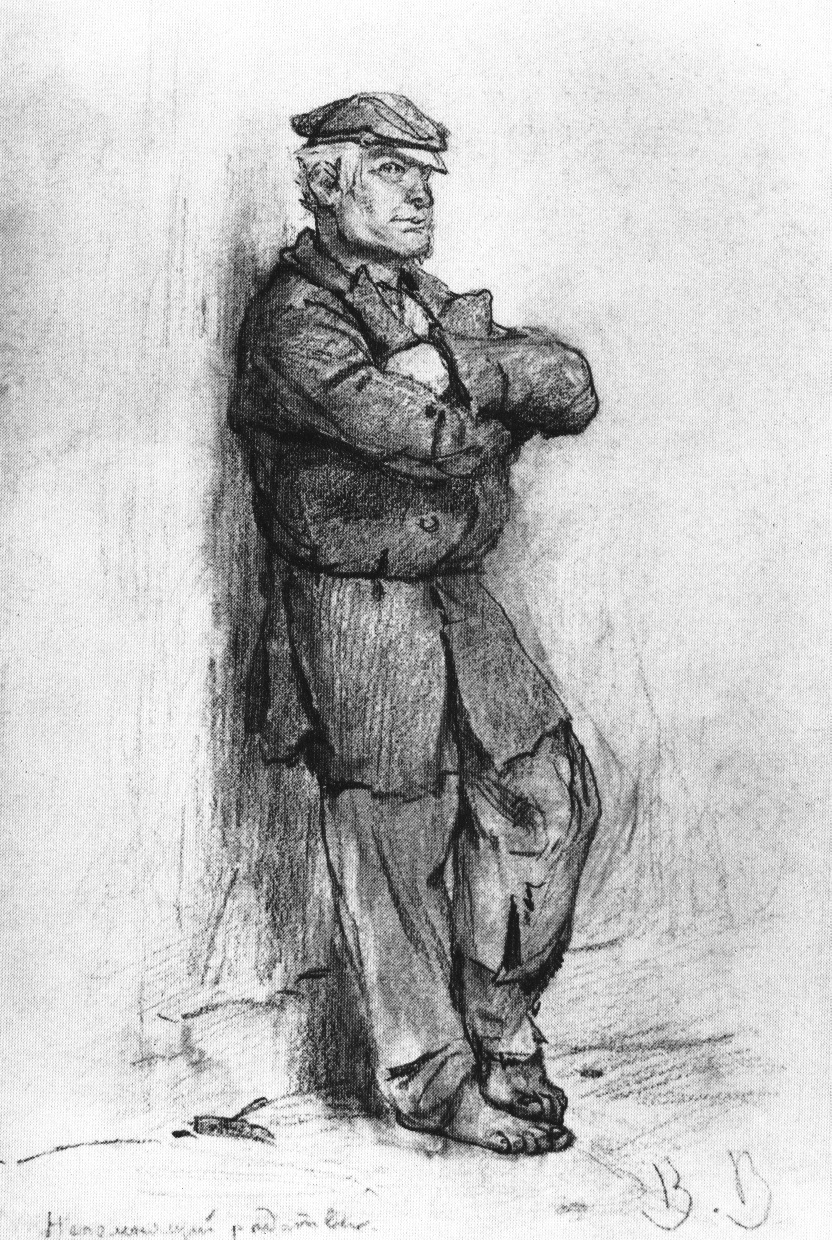
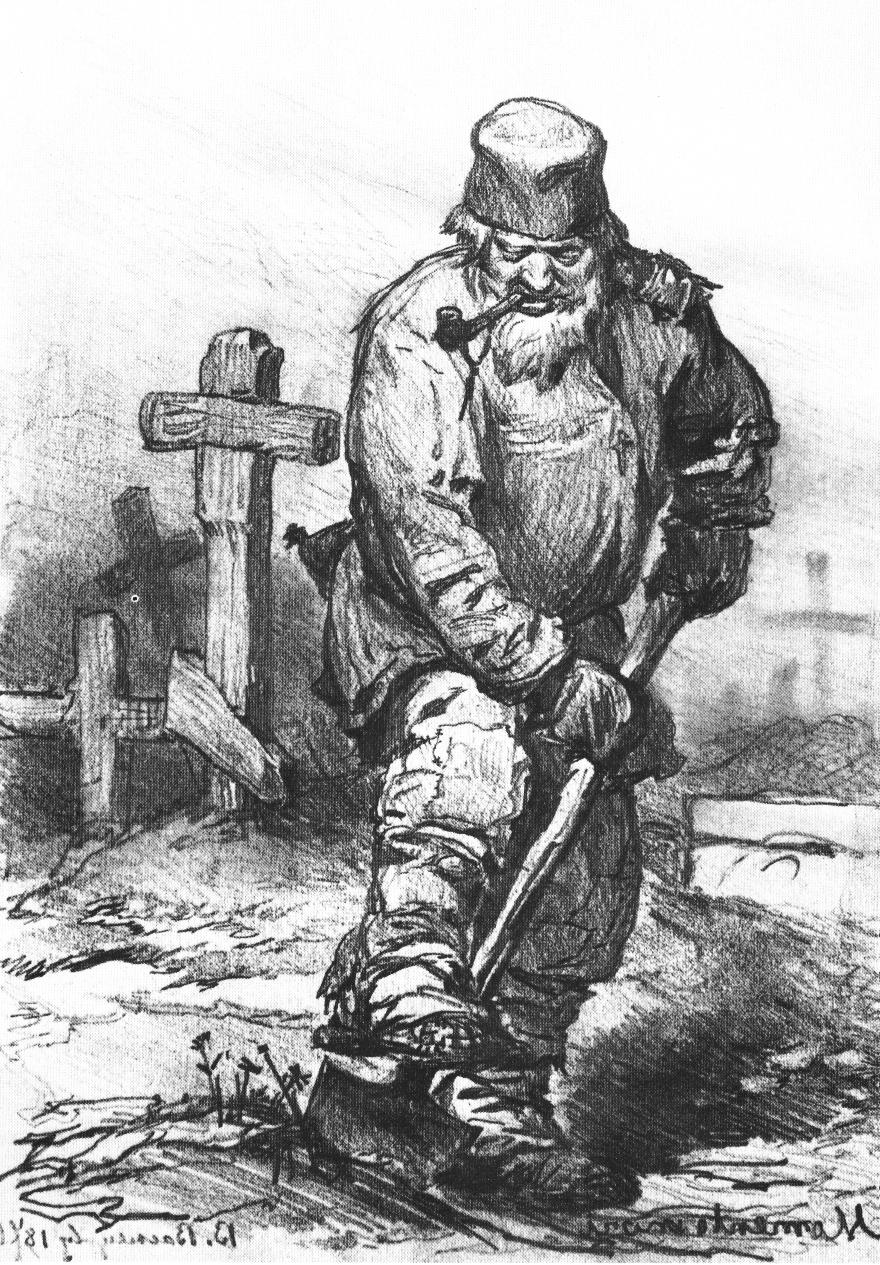
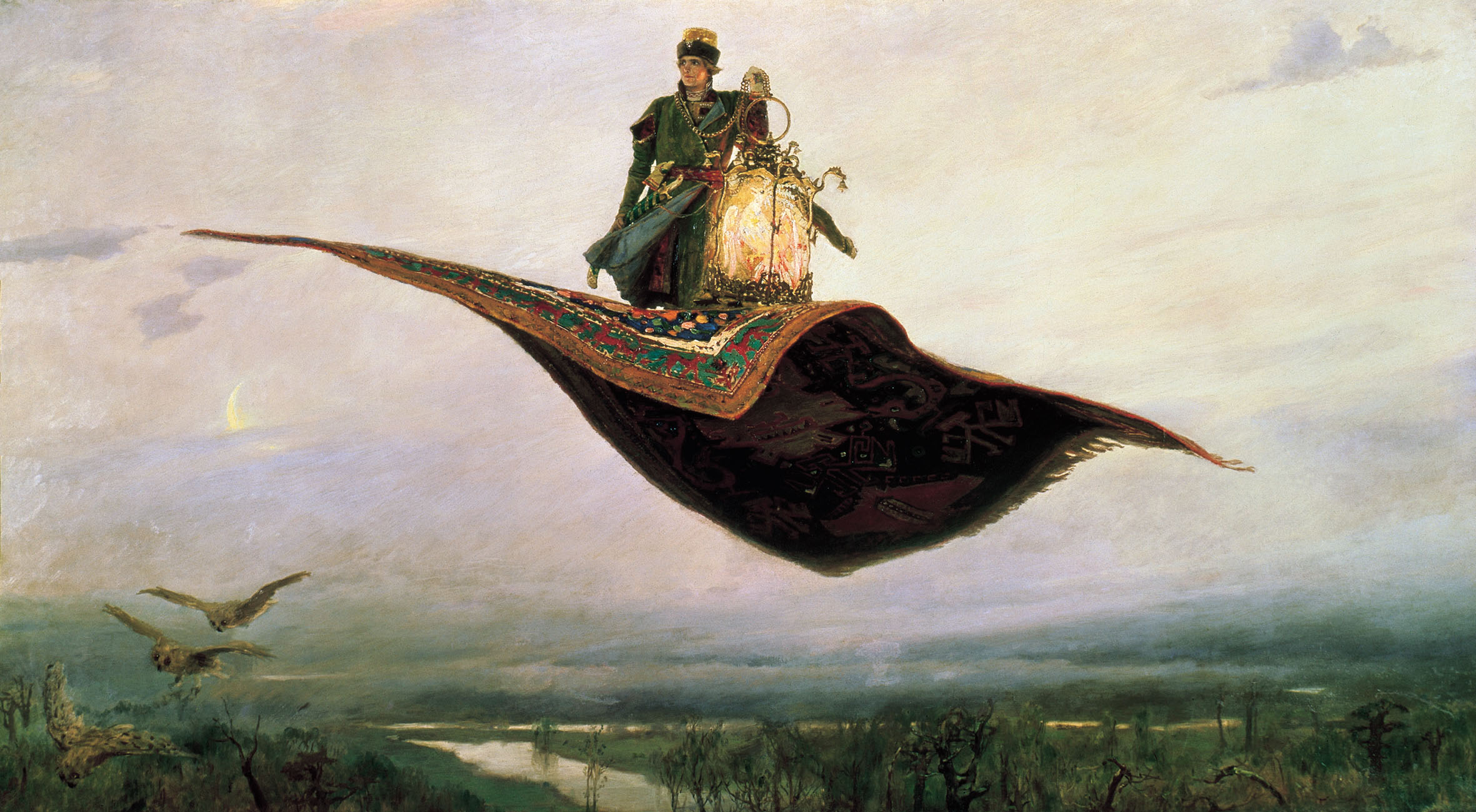
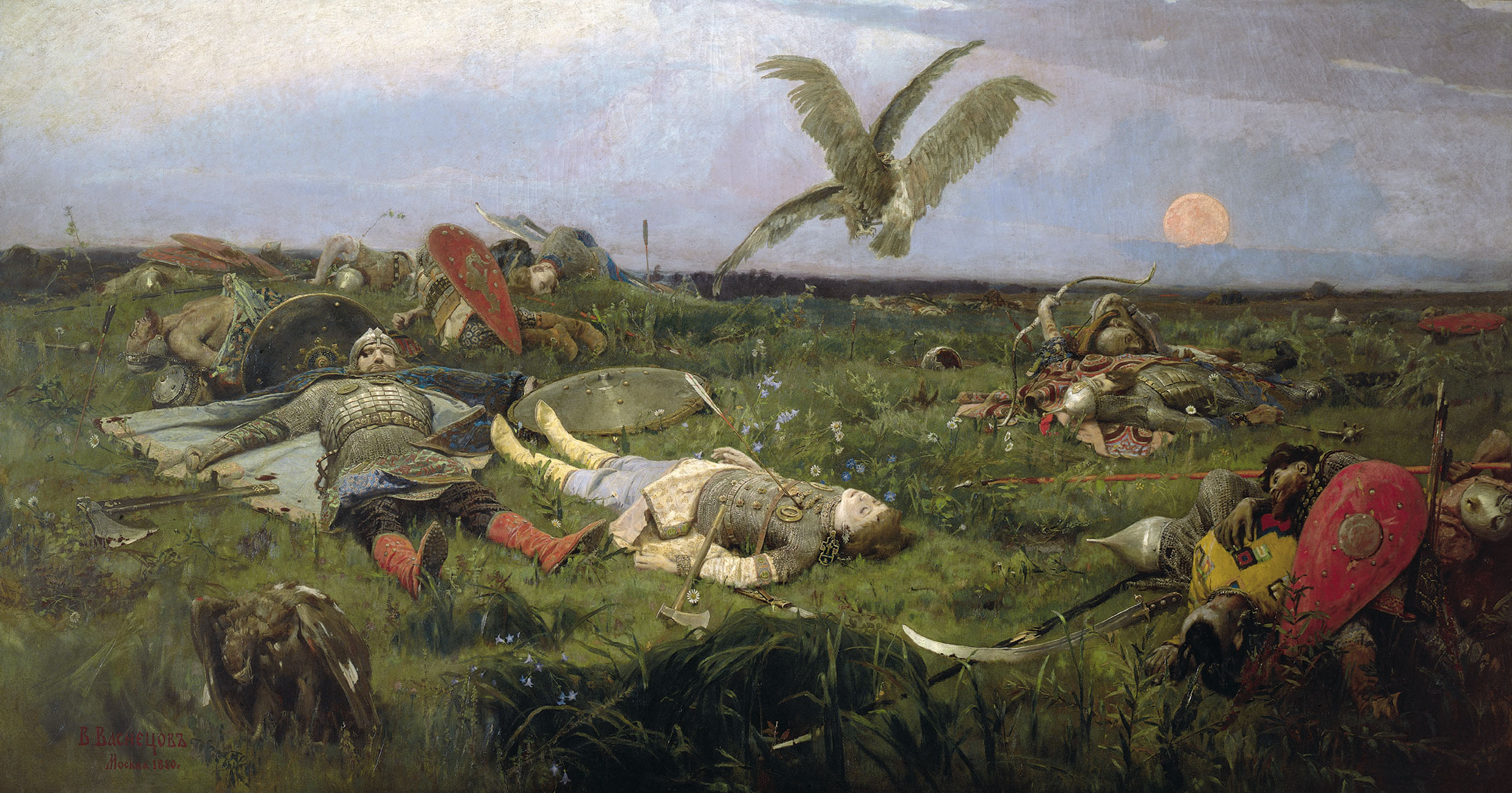
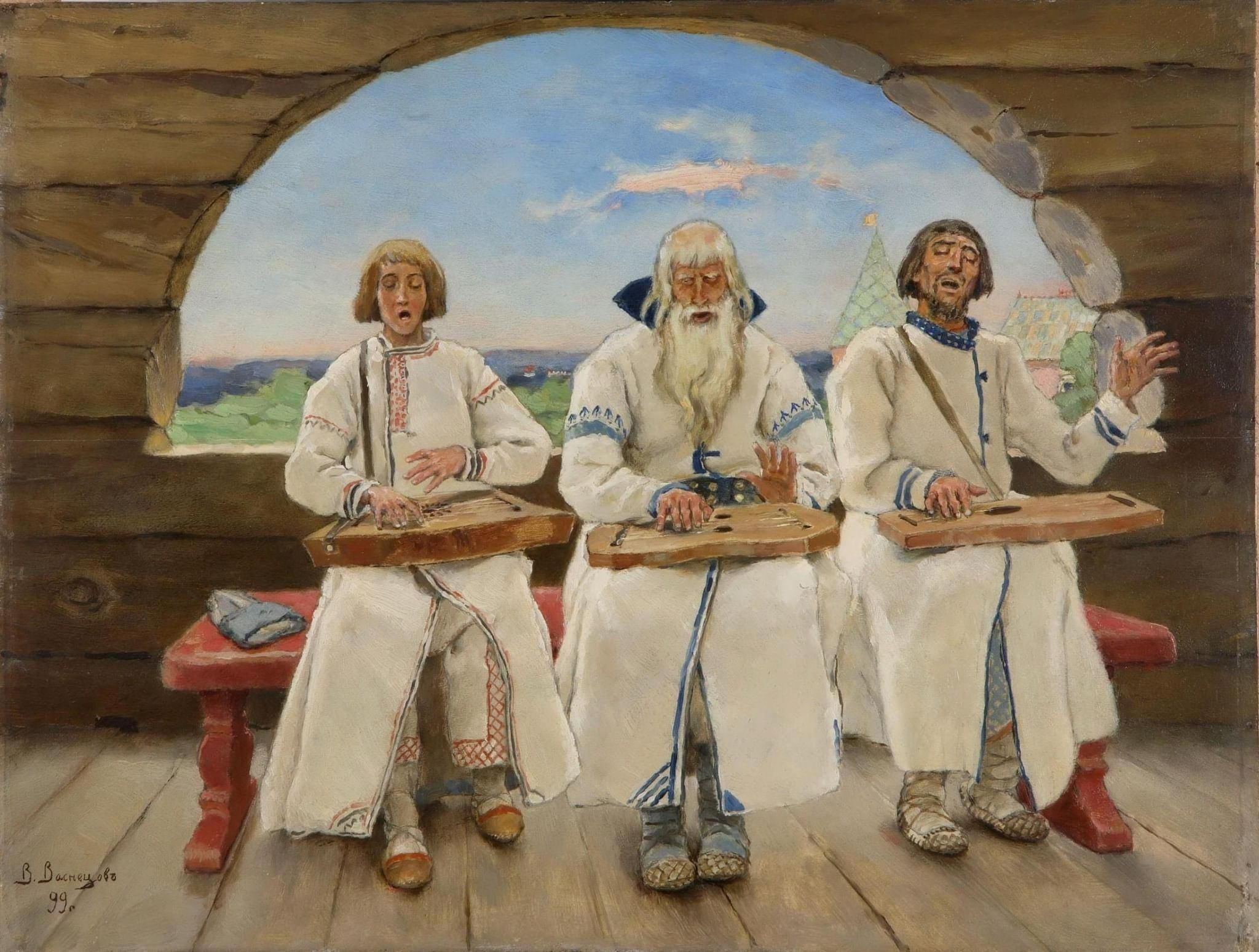
„Muzicieni cântând la gusli” (1899)